# Juan Navarro Baldeweg
Juan Navarro Baldeweg (Santander, 11 juni 1939) is een Spaanse architect en beeldend kunstenaar. In 2014 ontving hij de Nationale Architectuurprijs van Spanje. In Nederland is hij vooral bekend als architect van het gebouw van de Rijksdienst voor het Cultureel Erfgoed in Amersfoort.

## Biografische schets
Juan Navarro Baldeweg studeerde aanvankelijk (1959-1960) grafiek aan de Koninklijke Academie voor Schone Kunsten (Real Academia de Bellas Artes de San Fernando), maar stapte daarna over naar de Hogere Technische Architectuurschool van Madrid (Escuela Técnica Superior de Arquitectura de Madrid, afgekort ETSAM), onderdeel van de Polytechnische Universiteit van Madrid. In 1965 studeerde hij af als architect en in 1969 promoveerde hij aan dezelfde universiteit.
Aanvankelijk werkte hij op het architectenbureau van Alejandro de la Sota (1913-1996). In 1974 ontving hij een beurs voor een postdoctorale studie aan het Massachusetts Institute of Technology in Cambridge (VS), waar hij sterk beïnvloed werd door de van oorsprong Hongaarse kunstenaar en architectuurtheoreticus György Kepes (1906-2001). Hier ontwierp hij tevens enkele kunstenaarsstudio's. Van 1977 tot 2014 was hij als lector en hoogleraar verbonden aan de ETSAM in Madrid. Daarnaast gaf hij gastcolleges aan de Escola Tècnica Superior d'Arquitectura de Barcelona (ETSAB) en enkele Amerikaanse universiteiten (Pennsylvania, Yale, Princeton en Harvard).
Vanaf de jaren 1980 had hij een eigen architectenbureau in Madrid: Navarro Baldeweg Asociados. Zijn architectonisch werk is vaak vergeleken met dat van zijn tijdgenoten Álvaro Siza Vieira, Alberto Campo Baeza en Rafael Moneo. Een van zijn grootste projecten was het Museum van de Menselijke Evolutie (Museo de la Evolución Humana) in Burgos (2000–2012), dat tevens een congres- en onderzoekcentrum bevat, en waarmee hij diverse prijzen won. Voor het RCE-gebouw in Amersfoort werd hij in 2001 voorgedragen door toenmalig rijksbouwmeester Jo Coenen. Navarro Baldeweg ontwierp een 130 meter lange glasgevel, die de wolkenlucht alsmede het beschermde stadsgezicht en de vestingwerken van Amersfoort weerspiegelt. In 2016 stopte Navarro Baldeweg met zijn werk als architect. Als beeldend kunstenaar exposeerde hij in diverse galerieën en musea in binnen- en buitenland.

## Projecten (selectie)
- 1984–1988: Museo Hidráulico de los Molinos del Río Segura, Murcia
- 1985–1992: Sociale dienst & openbare bibliotheek Pedro Salinas, Madrid
- 1985–1992: Congrescentrum van Castilla y León, Salamanca
- 1988: Congres- en expositiecentrum, Cádiz (gewonnen prijsvraag; niet uitgevoerd)
- 1991: Cultureel centrum, Blois, Frankrijk
- 1992: Congrescentrum, Salzburg, Oostenrijk (gewonnen prijsvraag; niet uitgevoerd)
- 1992–1995: Regeringsgebouw van de autonome regio Extremadura, Mérida
- 1992–1997: Cultureel centrum, Villanueva de la Cañada
- 1993: Museum en cultureel centrum Salvador Allende, Santiago, Chili (gewonnen prijsvraag; niet uitgevoerd)
- 1995: Uitbreiding Palazzo Zuccari ten behoeve van de Bibliotheca Hertziana, Rome, Italië (gewonnen prijsvraag; uitgevoerd 2001-2011)
- 1995–1997: Uitbreiding Woolworth Music Centre, Princeton-universiteit, New Jersey, VS
- 1995–2000: Museo Nacional y Centro de Investigación de Altamira, Santillana del Mar
- 1996–2007: Faculteitsgebouw Pompeu Fabra Universiteit, Barcelona
- 1997–2006: Cultureel centrum, Benidorm
- 2000: Teatros del Canal, theatercomplex, Madrid
- 2000–12: Museum van de Menselijke Evolutie (Museo de la Evolución Humana, MEH), Burgos
- 2001–05: Restauratie Molino de Martos en inrichting museum Casa del Agua, Córdoba
- 2005: Congrescentrum en hotel, Palma de Mallorca
- 2005–09: Rijksdienst voor het Cultureel Erfgoed, Amersfoort
- 2013: Universiteitsziekenhuis van Asturias, Oviedo

## Prijzen en onderscheidingen
- 1990: Nationale Prijs van de Beeldende Kunsten van Spanje (Premio Nacional de Artes Plásticas de España)
- 1998: Heinrich Tessenow-medaille
- 2001: Honorary Fellow of the American Institute of Architects
- 2007: Gouden medaille van verdienste in de schone kunsten (Medalla de Oro al mérito en las Bellas Artes)
- 2008: Gouden Medaille van de Spaanse Architectuur (Medalla de Oro de la Arquitectura Española)
- 2009: Prijs van de Tiende Spaanse Architectuurbiënnale
- 2014: Nationale Architectuurprijs van Spanje (Premio Nacional de Arquitectura de España)